# Hrabstwo Dade (Missouri)
Hrabstwo Dade (ang. Dade County) – hrabstwo w stanie Missouri w Stanach Zjednoczonych. Obszar całkowity hrabstwa obejmuje powierzchnię 490,34 mil² (1311 km²). Według danych z 2010 r. hrabstwo miało 7883 mieszkańców. Hrabstwo powstało w 1841 roku i nosi imię Francisa Dadea – majora armii amerykańskiej poległego w 1835 r. podczas wojen seminolskich.

## Sąsiednie hrabstwa
- Hrabstwo Cedar (północ)
- Hrabstwo Polk (północny wschód)
- Hrabstwo Greene (południowy wschód)
- Hrabstwo Lawrence (południe)
- Hrabstwo Jasper (południowy zachód)
- Hrabstwo Barton (zachód)

## Miasta
- Everton
- Greenfield
- Lockwood

## Wioski
- Arcola
- Dadeville
- South Greenfield